# Niedarzyn (Mazovie)
Pour les articles homonymes, voir Niedarzyn.
Niedarzyn (prononciation : [ɲeˈdaʐɨn]) est un village polonais de la gmina de Baboszewo dans le powiat de Płońsk de la voïvodie de Mazovie dans le centre-est de la Pologne.
Il se situe à environ 6 kilomètres au nord de Baboszewo (siège de la gmina), 16 kilomètres au nord-ouest de Płońsk (siège du powiat) et à 78 kilomètres au nord-ouest de Varsovie (capitale de la Pologne).
Le village compte approximativement une population de 200 habitants en 2008.

## Histoire
De 1975 à 1998, le village appartenait administrativement à la voïvodie de Ciechanów.